# DW Стейдиъм
DW Стейдиъм, (известен и с предишното си наименование JJB Стейдиъм) е наименованието на новопостроения през 1999 година стадион на английския футболен отбор Уигън Атлетик, използващ се и от ръгби отбора „Уигън Уориърс“. Съоръжението е разположено в рамките на „Робин Парк“ в град Уигън, Англия.
Стадионът е с капацитет за 25 168 седящи места, разпределени в четири самостоятелни трибуни с по едно ниво. Управлението се извършва от независимата фирма „Wigan Football Company Limited“, собственост на ФК Уигън Атлетик.

## История
Уигън Атлетик използват стария си стадион – „Спрингфийлд парк“ в продължение на 67 години до август 1999 година, когато е завършено новото модерно съоръжение. Стадионът е построен от фирмата „Alfred McAlpine“. Официално е открит от специално поканения сър Алекс Фъргюсън и с последвалата приятелска среща срещу отбора на Манчестър Юнайтед.
Първоначално, съоръжението приема името на основния спонсор на клуба и инвеститор за построяването – „JJB Спортс“ – фирма за търговия със спортни принадлежности. Президентът на фирмата – Дейв Уилън е собственик и на футболния клуб. През 2009 година, Уилън стартира нова търговска марка – DWSportsfitness – верига от фитнес центрове. Той обявява преименуването на стадиона на „DW Стейдиъм“ и същевременно прехвърлянето на собствеността към активите на футболния клуб.

## Капацитет и описание
| Трибуна                       | Зрители |
| ----------------------------- | ------- |
| Северна трибуна без име       | 5418    |
| Източна трибуна „Бостън“      | 8238    |
| Южна трибуна без име          | 5412    |
| Западна трибуна „Спрингфийлд“ | 6100    |
| Общо                          | 25 168  |

Съоръжението се състои от четири самостоятелни трибуни, решени на едно ниво и с приблизително еднаква височина. Те са разположени успоредно на границите на терена следвайки чисто права линия, образувайки правоъгълник. Ъгловите части на стадиона са оставени отворени. И четирите трибуни са покрити с дъговидни козирки, поддържани от големи метални ферми.
Северната трибуна е с капацитет за 5418 седящи зрители. Тя е определена за поддръжниците на гостуващите отбори. Източната и западна трибуни, именувани съответно „Бостън“ и „Спрингфийлд“, са разположени по протежение на дългите страни на игрището. Трибуната „Бостън“ е най-голяма от всичките четири с капацитета си за 8238 седящи зрители. В нея е поместено електронно-информационното табло. Трибуната „Спрингфийлд“ има 6100 седящи места. В нейния обем, под седалките са поместени четири съблекални, стаята за допинг контрол и залата за медицинска помощ. В допълнение към трибуната са разположени четири сепарирани остъклени ВИП ложи с частни помещения към тях, десет кабини за коментатори и телевизионно студио.
Размерът на игрището е 110 / 60 метра. Под тревното покритие са разположени системи за напояване и подгряване.

## Посещаемост
Усреднена зрителска посещаемост през периода 2000 – 2009 година:
| Сезон                                                                                                | Посещаемост | Посещаемост                        |
| Сезон                                                                                                | средно      | най-високо                         |
| --- | ----------- | ---------------------------------- |
| 2000–01 [L2]                                                                                         | 6861        | 10 048 (vs. Бристол Сити)          |
| 2001–02 [L2]                                                                                         | 5771        | 7783 (vs. Транмиър Роувърс)        |
| 2002–03 [L2]                                                                                         | 7288        | 12 783 (vs. Олдъм Атлетик)         |
| 2003–04 [L1]                                                                                         | 9526        | 20 669 (vs. Уест Хям Юнайтед)      |
| 2004–05 [C]                                                                                          | 11 155      | 20 745 (vs. ФК Съндърланд)         |
| 2005–06 [PL]                                                                                         | 20 610      | 25 023 (vs. ФК Ливърпул)           |
| 2006–07 [PL]                                                                                         | 18 159      | 24 726 (vs. Уест Хям Юнайтед F.C.) |
| 2007–08 [PL]                                                                                         | 19 046      | 25 133 (vs. Манчестър Юнайтед)     |
| 2008–09 [PL]                                                                                         | 18 413      | 22 954 (vs. ФК Арсенал)            |
| PL = Английска висша лига, C = Чемпиъншип L1 = Първа английска дивизия, L2 = Втора английска дивизия |             |                                    |